# Spirit Deluxe Edition
Spirit Deluxe Edition är ett album med Leona Lewis från 2008 som en utökad version av albumet Sprit från 2007. Albumet är släppt med en CD plus en DVD.

## Låtlista CD
1. Bleeding Love
2. Whatever It Takes
3. Homeless
4. Better In Time
5. Yesterday
6. Take A Bow
7. I Will Be
8. Angel
9. Here I Am
10. I'm You
11. The Best You Never Had
12. The First Time I Ever Saw Your Face
13. Footprints In The Sand
14. A Moment Like This
15. Forgive Me
16. Misses Glass
17. Run

## Låtlista DVD
1. Bleeding Love - UK Version
2. Bleeding Love - US Version
3. Better In Time
4. Footprints In The Sand
5. Forgive Me
6. A Moment Like This
7. Forgive Me - Making The Video

## Singlar
- Bleeding Love
- Better In Time/Footprints In The Sand
- Forgive Me
- Run
- I Will Be